# TK
TK es una banda de rock peruana fundada en 2001 por Emilio Pérez de Armas y Edgar Guerra. Se denomina originalmente Thalita Kumi, iniciales de la banda, que significan «Levántate y anda» en arameo. Fue una de las bandas más representativas del rock peruano en la década de 2000.
Su primer álbum de estudio Trece fue publicado en 2001 a través de la compañía discográfica Sony Music. Este disco ganó el reconocimiento a nivel nacional y en América Latina, motivo por el cual recibió el premio al Mejor Artista Nuevo Central en los MTV Video Music Awards Latinoamérica 2003, y el sencillo «Inminente conjunción» apareció en la lista de Los 100 + pedidos del 2002. Según el sitio web Rincón Peruano, «Inminente conjunción» figura como una «las 100 mejores canciones del rock peruano». Gracias a estos éxitos, la revista estadounidense Rolling Stone le destacó como uno de los «ocho talentos musicales con mayor proyección de la región».
Tentando imaginarios (2004) fue su segundo trabajo discográfico. También ganó el premio al Mejor Artista Central en los MTV Video Music Awards Latinoamérica 2004. Este disco, al igual que Trece, obtuvo las certificaciones de oro y platino por sus ventas.
En 2005 participaron en La juerga pirata, la banda sonora de la película Piratas en el Callao. En 2006 su música fue compartida por la aerolínea LAN para promocionarse en vuelos internacionales. A mediados del mes de noviembre de 2007 TK lanzó al mercado su tercer disco titulado Núcleo, con la participación de Juan Francisco Escobar en reemplazo de Diego Dibós, quien decidió abandonar el grupo. El álbum se compone de 12 canciones y una pista adicional dedicada a la deportista peruana Sofía Mulánovich.
La banda permaneció inactiva por 10 años; sin embargo, en 2016 se reunieron y ofrecieron un concierto. TK decidió continuar con el proyecto y en 2017 publicaron Equidistante que contó con la participación de Sebastián Gallardo, productor chileno y miembro de la banda We Are the Grand.
Durante su trayectoria musical han interpretado sus canciones en varios festivales locales y nacionales como el Vivo x el Rock, también en el Teatro Peruano Japonés.

## Discografía
- 2001: Trece
- 2004: Tentando imaginarios
- 2004: Paint it black
- 2005: La juerga pirata
- 2007: Núcleo
- 2017: Equidistante
- 2020: Inminente conjunción

### Videoclips
- 2001: «Inminente conjunción»
- 2002: «Alas cortadas»
- 2003: «Buscando la victoria»
- 2004: «Abril»
- 2004: «Ilusión»
- 2005: «Buscama»
- 2005: «La juerga pirata»
- 2008: «Mínima arenosa»
- 2017: «Si te vas»

## Premios y certificaciones
- 2001: Trece - Certificación de oro y platino.[13]
- 2001: MTV Video Music Awards Latinoamérica 2003 - Mejor Artista Nuevo Central.[8]
- 2004: Tentando imaginarios - Certificación de oro y platino.[1]
- 2004: MTV Video Music Awards Latinoamérica 2004 - Mejor Artista Central.[12]